# رودولف إيسينغ
رودولف إيسينغ (بالإنجليزية: Rudolf Carl "Rudy" Ising) كان رسام رسوم متحركة أمريكيًا اشتهر بتعاونه مع هيو هارمان لتأسيس شركة الرسوم المتحركة وارنر براذرز وإم جي إم للرسوم المتحركة خلال السنوات الأولى من العصر الذهبي للرسوم المتحركة الأمريكية، أنتجت إيزينج أول فيلم رسوم متحركة لويليام هانا وجوزيف باربيرا، بعنوان "القط يلتقي ركلة"، وهو فيلم رسوم متحركة يضم شخصيات عُرفت لاحقًا باسم توم وجيري.

## وصلات خارجية
- رودولف إيسينغ على موقع IMDb (الإنجليزية)
- رودولف إيسينغ على موقع الموسوعة البريطانية (الإنجليزية)
- رودولف إيسينغ على موقع ألو سيني (الفرنسية)
- رودولف إيسينغ على موقع أول موفي (الإنجليزية)
- رودولف إيسينغ على موقع قاعدة بيانات الأفلام السويدية (السويدية)
- رودولف إيسينغ على موقع قاعدة بيانات الفيلم (الإنجليزية)
- رودولف إيسينغ على موقع كينوبويسك (الروسية)